# Caenocryptoides flavescens
Caenocryptoides flavescens är en stekelart som beskrevs av Jonathan 1999. Caenocryptoides flavescens ingår i släktet Caenocryptoides och familjen brokparasitsteklar. Inga underarter finns listade.